# Acer treleaseanum
Acer treleaseanum é uma espécie de árvore do gênero Acer, pertencente à família Aceraceae.